# Llauro
Llauro er en by og kommune i departementet Pyrénées-Orientales i Sydfrankrig.

## Geografi
Llauro ligger 25 km sydvest for Perpignan. Nærmeste byer er mod nordøst Fourques (6 km) og mod syd Céret (10 km).

## Demografi

### Udvikling i folketal
| 1962                                                              | 1968 | 1975 | 1982 | 1990 | 1999 | 2007 | 2012 | 2017 |
| ----------------------------------------------------------------- | ---- | ---- | ---- | ---- | ---- | ---- | ---- | ---- |
| 191                                                               | 205  | 198  | 236  | 255  | 270  | 322  | 316  | 317  |
| Tal fra og med 1962 er uden dobbelttælling (sans doubles comptes) |      |      |      |      |      |      |      |      |